# Mohamed Maghlaoui
Mohamed Maghlaoui (محمد مغلاوي) (né le 5 mai 1944 à Filfila et mort à Alger le 7 mai 2009) est un homme politique algérien.

## Biographie
Mohamed Maghlaoui est diplômé du HEC de Montréal. Directeur de la société nationale de sidérurgie de 1976 à 1981, il devient par la suite directeur général de Realsider.
De 1987 à 1990, il siège à l'Assemblée populaire nationale comme député d'Annaba, puis il est nommé en 1991 ministre délégué au logement. En 1992, il occupe le poste de wali général d'Alger, puis il est nommé ministre de l'habitat en 1993. En 1997, il est élu député de la wilaya de Skikda. Président de la commission de la défense nationale et du groupe parlementaire du Rassemblement national démocratique à l'assemblée, il quitte le parlement en 1999 pour entrer au gouvernement où il a occupé le poste de ministre des postes et des télécommunications. Mohamed Maghlaoui a également été ministre des transports de 2004 à 2008 dans le gouvernement d'Abdelaziz Belkhadem. Il est décédé le 7 mai 2009 à Alger à l'âge de 65 ans des suites d'une longue maladie.